# Samone (Piemonte)
Samone (Samon [saˈmʊɲ] in piemontese) è un comune italiano di 1 521 abitanti della città metropolitana di Torino in Piemonte.

## Società

### Evoluzione demografica
Abitanti censiti

## Storia
Nominato nel 955 in un diploma di Berengario fra i borghi appartenenti alla Pedagna, Samone compare successivamente in un patto stipulato nel 1278 fra la città eporediese ed i marchesi del Monferrato; in tale occasione, secondo quanto scriveva lo storico Giovanni Benvenuti, fu convenuto che Ivrea ed alcune terre, fra cui Samone, "non fossero gravate di alcun esercito, passaggio o cavalcata, o di altra esazione". 
Nel 1619 il duca di Savoia, Carlo Emanuele, infeudò il borgo, unitamente a quelli di Banchette e Salerano, al nobile Francesco di Damas di stirpe francese. In seguito il feudo passò, con titolo comitale, ai Bruno, patrizi di Cuneo: una famiglia che si estinse verso la metà dell'Ottocento. Fino al 1912 il titolo di Conte di Samone passò ai conti Morri di Castelmagno.
Samone non ebbe parroci se non a partire dal 1787: prima di questa data le funzioni sacre si tenevano in una piccola cappella, la quale costituisce la parte più antica dell'odierna parrocchiale di San Rocco, che venne eretta verso la fine del '700, in stile barocco e ad una sola navata. 
Il paese ha conosciuto un forte fenomeno immigratorio sin dagli anni trenta del novecento con nuclei familiari provenienti dapprima dal Veneto e dal Friuli ed in seguito dalle regioni del sud.
L'elemento trainante è stato lo sviluppo industriale, in particolare della Olivetti; nel contempo è andata lentamente modificandosi la fisionomia della popolazione contadina samonese, che ha perduto i caratteri maggiormente arcaici.

## Monumenti e luoghi d'interesse
- Chiesa parrocchiale di San Rocco
- Castello di Samone

## Amministrazione
Di seguito è presentata una tabella relativa alle amministrazioni che si sono succedute in questo comune.
| Periodo           | Periodo           | Primo cittadino              | Partito                            | Carica              | Note  |
| ----------------- | ----------------- | ---------------------------- | ---------------------------------- | ------------------- | ----- |
| 10 giugno 1985    | 24 maggio 1990    | Luciano Lenzetti             | Partito Comunista Italiano         | Sindaco             | [ 5 ] |
| 24 maggio 1990    | 4 luglio 1991     | Adriano Oberto               | -                                  | Sindaco             | [ 5 ] |
| 4 luglio 1991     | 24 aprile 1995    | Alberto Felentzer            | Partito Democratico della Sinistra | Sindaco             | [ 5 ] |
| 24 aprile 1995    | 11 dicembre 1996  | Massimo Savoi                | -                                  | Sindaco             | [ 5 ] |
| 13 dicembre 1996  | 28 aprile 1997    | Giovanni De Paulis           |                                    | Comm. straordinario | [ 5 ] |
| 28 aprile 1997    | 14 maggio 2001    | Maurizio Mario Giovando      | centro-sinistra                    | Sindaco             | [ 5 ] |
| 14 maggio 2001    | 30 maggio 2006    | Maurizio Giovando            | centro-sinistra                    | Sindaco             | [ 5 ] |
| 30 maggio 2006    | 16 maggio 2011    | Paolo Andrea Emilio Giordano | centro-sinistra                    | Sindaco             | [ 5 ] |
| 16 maggio 2011    | 13 febbraio 2015  | Paolo Andrea Emilio Giordano | lista civica Per Samone            | Sindaco             | [ 5 ] |
| 13 febbraio 2015  | 31 maggio 2015    | Paolo Accardi                |                                    | Comm. pref.         | [ 5 ] |
| 31 maggio 2015    | 21 settembre 2020 | Lorenzo Pietro Poletto       | lista civica Samone sceglie        | Sindaco             | [ 5 ] |
| 21 settembre 2020 | in carica         | Lorenzo Pietro Poletto       | lista civica Samone sceglie        | Sindaco             | [ 5 ] |

## Sport
A Samone gioca la locale squadra di calcio a 7 A.C. Samone, i cui colori sociali sono il giallo e il nero.